# (13012) 1987 SO5
(13012) 1987 SO5 es un asteroide perteneciente al cinturón de asteroides, descubierto el 30 de septiembre de 1987 por Poul Jensen desde el Observatorio Brorfelde, Holbæk, Dinamarca.

## Designación y nombre
Designado provisionalmente como 1987 SO5. 

## Características orbitales
1987 SO5 está situado a una distancia media del Sol de 3,033 ua, pudiendo alejarse hasta 3,086 ua y acercarse hasta 2,980 ua. Su excentricidad es 0,017 y la inclinación orbital 8,338 grados. Emplea 1929,27 días en completar una órbita alrededor del Sol.
El próximo acercamiento a la órbita de Júpiter ocurrirá el 26 de febrero de 2188.

## Características físicas
La magnitud absoluta de 1987 SO5 es 12,98. Tiene 9,112 km de diámetro y su albedo se estima en 0,194.